# Sinapsi gigante di calamaro
La sinapsi gigante di calamaro è una sinapsi chimica presente nel calamaro. È la più grande giunzione chimica trovata in natura.

## Anatomia
La sinapsi gigante del calamaro fu descritta per la prima volta da John Zachary Young nel 1939. Si trova nel ganglio stellato su ciascun lato della linea mediana, sulla parete posteriore del mantello muscolare del calamaro. L'attivazione di questa sinapsi innesca una contrazione sincrona della muscolatura del mantello, causando l'espulsione forzata di un getto d'acqua dal mantello. Questa propulsione ad acqua permette al calamaro di muoversi rapidamente attraverso l'acqua e persino di saltare attraverso la superficie dell'acqua (rompendo la barriera aria-acqua) per sfuggire ai predatori.
Il segnale al mantello viene trasmesso attraverso una catena composta da tre neuroni giganti organizzati in sequenza. Il primo si trova nel lobo ventrale magnocellulare, centrale agli occhi. Serve come un collettore di integrazione centrale che riceve tutti i sistemi sensoriali e consiste di due neuroni simmetrici (I). Essi, a loro volta, contattano i neuroni secondari (uno per ciascun lato) nel lobo magnocellulare dorsale e (II) e, a loro volta, contattano gli assoni terziari giganti nel ganglio stellato (III, uno su ciascun lato del mantello). Questi ultimi sono gli assoni giganti resi celebri dal lavoro di Alan Hodgkin e Andrew Huxley. Ogni assone secondario si ramifica sul ganglio stellato e contatta tutti gli assoni terziari; quindi, le informazioni relative a input sensoriali rilevanti vengono trasmesse dagli organi di senso nel ganglio cefalico (il cervello del calamaro) al mantello muscolare contrattile (che viene attivato direttamente dagli assoni giganti terziari).

## Elettrofisiologia
Molti elementi essenziali sul funzionamento delle sinapsi chimiche sono state scoperte studiando la sinapsi gigante del calamaro. Precedenti studi elettrofisiologici dimostrarono la natura chimica della trasmissione in questa sinapsi effettuando simultaneamente la registrazione intracellulare dai terminali presinaptici e postsinaptici in vitro (Bullock & Hagiwara 1957, Hagiwara e Tasaki 1958, Takeuchi & Takeuchi 1962). Esperimenti classici in seguito dimostrarono che, in assenza di potenziali d'azione, la trasmissione poteva avvenire (Bloedel et al., 1966, Katz & Miledi 1967, Kusano, Livengood & Werman 1967). L'ipotesi del calcio per la trasmissione sinaptica è stata dimostrata direttamente in questa sinapsi mostrando che al potenziale di equilibrio per il calcio non viene rilasciato alcun trasmettitore (Katz & Miledi 1967). Pertanto, l'immissione di calcio e non il cambiamento nel campo elettrico transmembrana di per sé è responsabile per il rilascio del trasmettitore (Llinás et al., 1981, Augustine, Charlton & Smith 1985). Questa preparazione continua ad essere la più utile per lo studio delle basi biologiche molecolari e cellulari per il rilascio del trasmettitore. Altre importanti nuove preparazioni di mammiferi sono ora disponibili per studi come il calice di Held.